# Kirchweidach
Kirchweidach este o comună din districtul Altötting, landul Bavaria, Germania.